# 모스코바역
모스코바역(이탈리아어: Moscova)은 밀라노 지하철의 2호선의 역이다. 1978년 3월 3일에 문을 열었으며, 란차 역과의 거리는 550m이다.
이 역은 밀라노 도심의 중심부이자 포파 (Foppa) 근처에 있는 모스코바 가 (Via della Moscova →모스크바강 거리)에 위치해 있다. 이 역을 통해 셈피오네 공원과 아레나 치비카로 빠르게 갈 수 있다. 지하에 위치한 역이다.

## 시설
이 역에는 다음과 같은 시설이 있다.
- 장애인 승객을 위한 접근 시설
- 에스컬레이터
- 승차권 자동 판매기
- 역 감시카메라